# 浜金谷港
浜金谷港（はまかなやこう）は、千葉県富津市の東京湾東岸に位置する港湾法上の地方港湾。古くからのフェリーターミナルであり、フェリーの名標等では金谷港（かなやこう）とも表記される。港湾管理者は千葉県。周辺は「石のまち 金谷」として恋人の聖地に選定されている。

## 概要

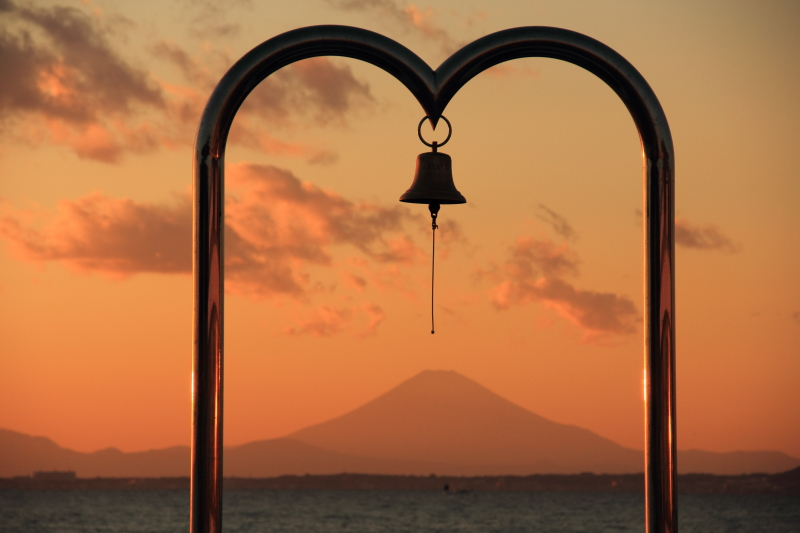
恋人の聖地「石のまち 金谷」モニュメント

東京湾東岸の浦賀水道沿いに位置し、1955年（昭和30年）に港湾法上の地方港湾として港湾区域の認可を受け開港する。その後、1978年（昭和53年）7月、富津市に代って千葉県が港湾管理者となる。国連欧州経済委員会（UNECE）が制定している海港コード（UN/LOCODE）は「JP_HKW」。
浜金谷港は対岸の久里浜との間にカーフェリーが就航するに至り、南房総の玄関口として地域の発展に大きく寄与するところとなる。東海汽船（旧：東京汽船）が1889年（明治22年）11月14日、当時の実業界の大立者渋沢栄一の構想と協力により設立し、翌15日から営業を開始。当時の母体であった第二房州汽船等により神奈川側の川崎、横浜、横須賀、浦賀、久里浜などから千葉県側の五井、木更津、富津等を東京湾を覆う網の目のように航路があったものの、房総半島の鉄道が整備されたと同時にその役目を終え、航路の撤退が相次いだ。
1951年（昭和26年）に東京汽船の出資により設立した東京湾フェリー（旧：東亜海運）が一部航路を引き継ぎ、1960年（昭和35年）5月に金谷港 - 久里浜港間航路で2隻による自動車航送を開始。
1964年（昭和39年）3月28日 - 浦賀港 - 金谷港間航路を廃止し、東京湾フェリーの金谷港 - 久里浜港間航路が現在にまで至る。
現在は公共ふ頭が整備され、主としてフェリーと砂利・砂積出港として利用されている。また、金谷フェリーサービスセンターには夕日が最も美しく見える場所として恋人の聖地モニュメント「幸せの鐘」が設置されている。

## 港湾施設

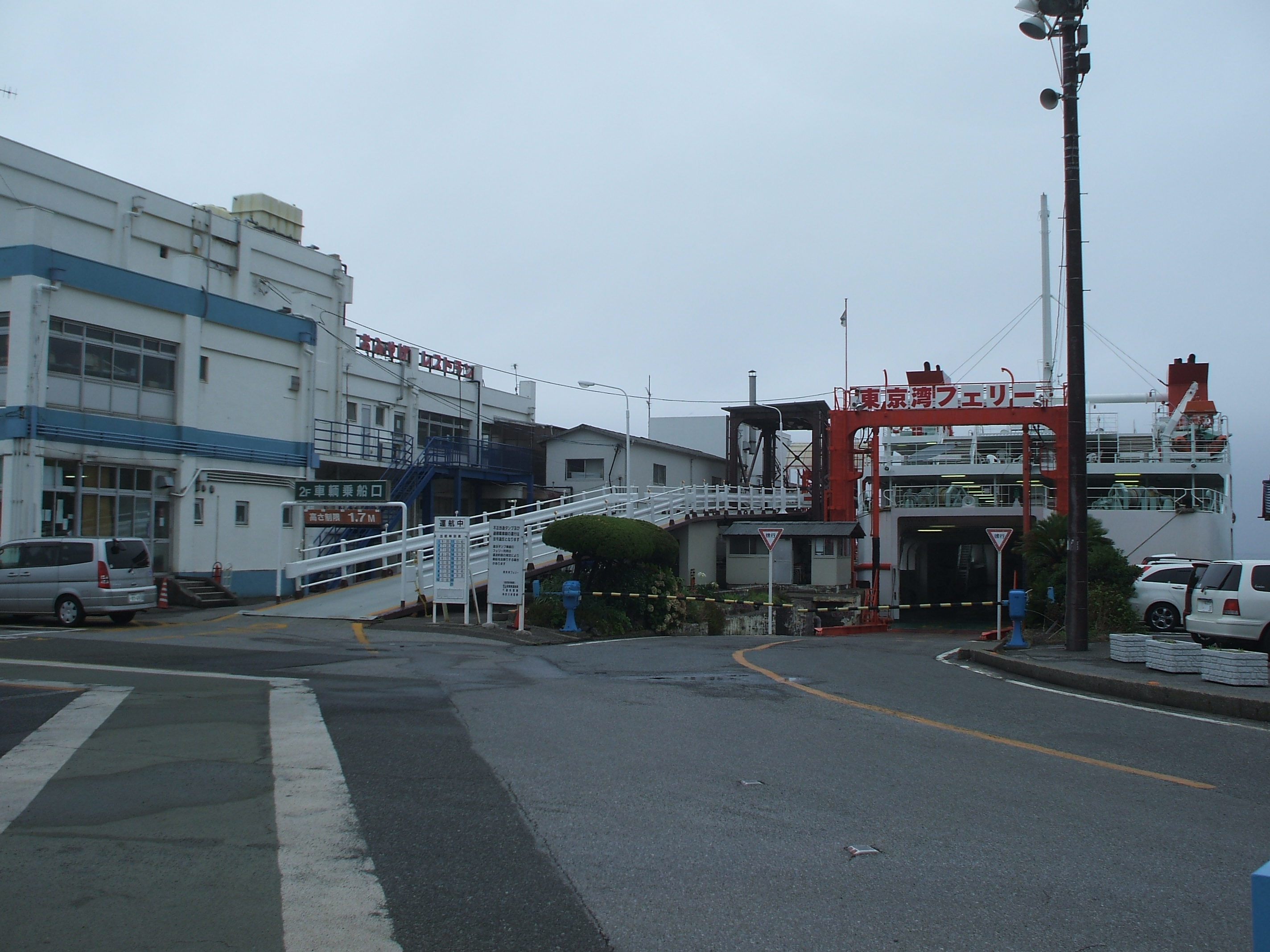
東京湾フェリー乗り場

### けい留施設
| 対象 番号 | バース名   | 延長 （メートル） | 所定水深 （メートル） | エプロン幅 （メートル） | 対象船舶 （重量トン数） | 構造・様式           | 備考（供用年）     |
| --------- | ---------- | ----------------- | --------------------- | ----------------------- | ----------------------- | -------------------- | ------------------ |
| 1         | 北港A岸壁  | 74                | -5.0                  | 15.0                    | 1,000                   | 重力式               | 供用中（平成2年）  |
| 2         | 北港B岸壁  | 77                | -5.0                  | 15.0                    | 1,000                   | 重力式               | 供用中（平成3年）  |
| 3         | 南港物揚場 | 135               | -4.0                  | 10.0                    | 500                     | 重力式               | 供用中（昭和58年） |
| 4         | 南港船揚場 | 60                | -4.0                  |                         | 10総トン                | コンクリートブロック | 供用中（昭和35年） |

### 荷捌地
| 対象番号 | 名称      | 面積（平方メートル） |
| -------- | --------- | -------------------- |
| 5        | 1号荷捌地 | 1,376                |
| 6        | 2号荷捌地 | 2,664                |
| 7        | 3号荷捌地 | 3,460                |

## 交通

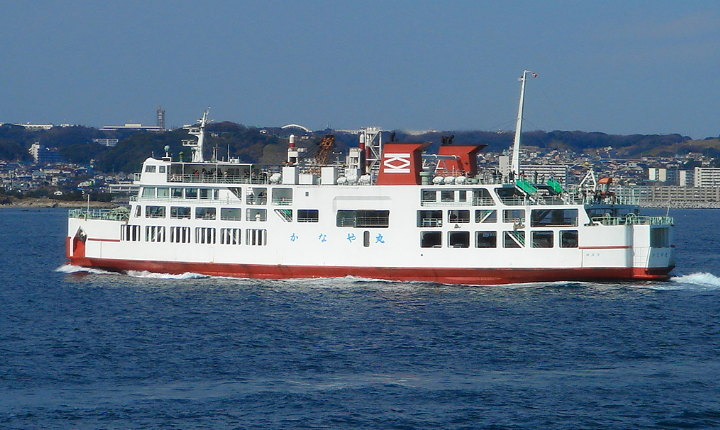
東京湾フェリー「かなや丸」

### 公共交通機関
- 鉄道
  - JR東日本、内房線「浜金谷駅」から徒歩約6分
- バス
  - 東京湾フェリー前バス停
    - 日東交通 金谷線（安房鴨川駅・亀田総合病院行）
    - 日東交通 竹岡線（上総湊駅行）
- フェリー
  - 東京湾フェリー
    - 金谷港 - 久里浜港

### 自動車
- 高速道路
  - E14 富津館山道路「富津金谷IC」
- 一般道路
  - 国道127号を館山市方面へ「金谷港フェリー入口」
- 駐車場
  - 東京湾フェリー乗り場にて駐車場あり、60台（有料、通常1日1回：600円）

## 周辺施設
- 金谷漁港

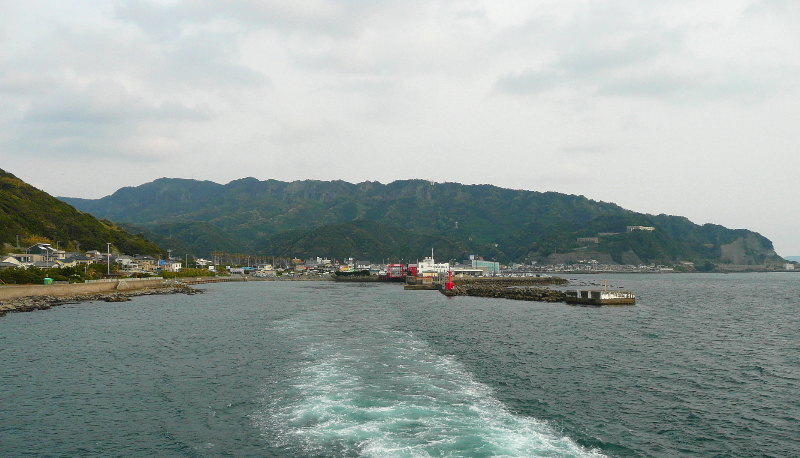
浜金谷港全景、奥にそびえるのが鋸山

  - 金谷港の南側にある漁港。釣りのスポットとしても知られる
- The Fish
  - 飲食店と魚市場、土産物店が一体になった観光施設
- 内房フラワーハウス
  - 温室（入場有料）と花屋が一体になった観光施設
- 鋸山金谷温泉郷
- 鋸山
  - 鋸山ロープウェーで山頂近くまで上れる